# Productor discográfico

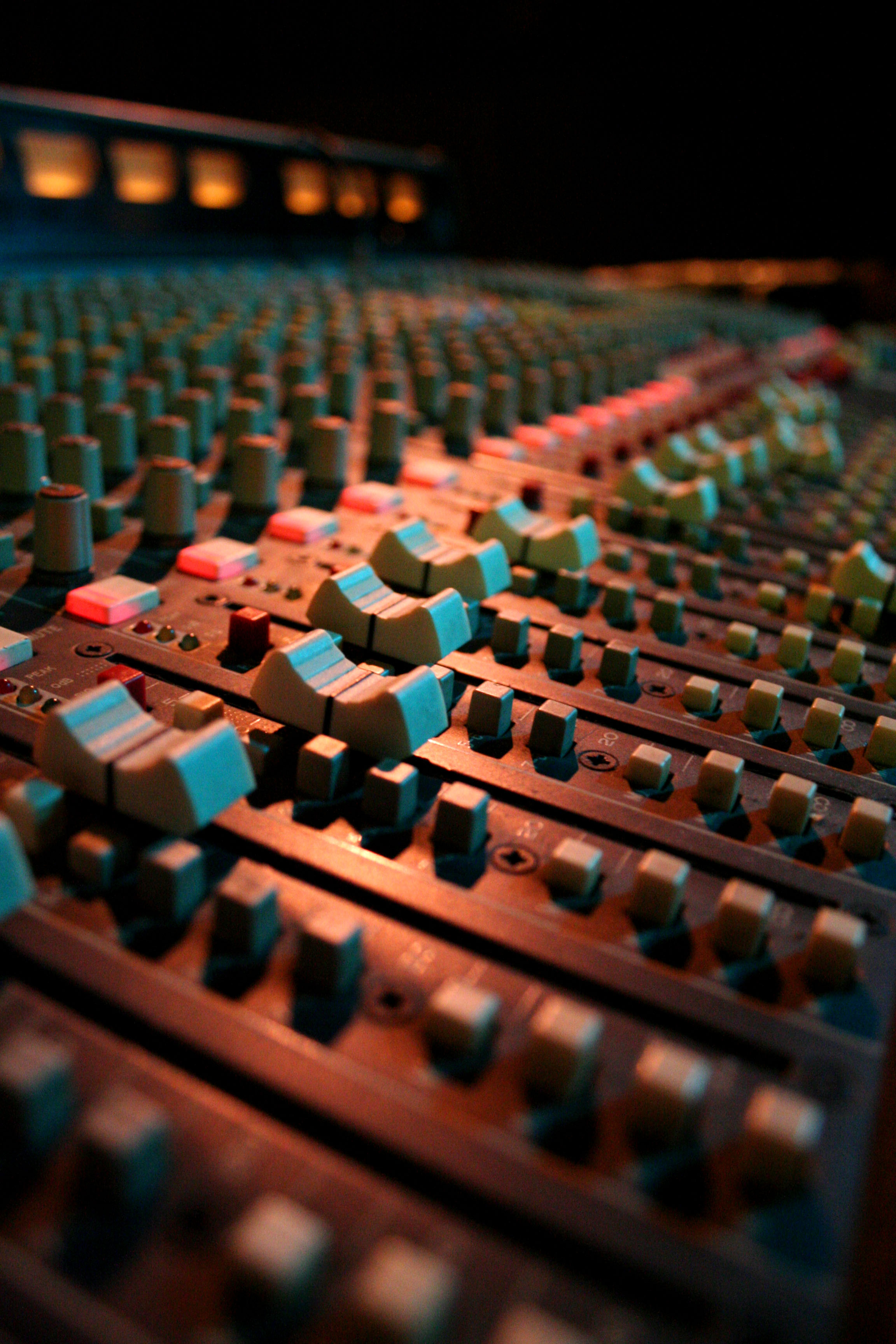
Mezclador de audio 'Front of house' en el pub Bull & Gate en Kentish Town, al norte de Londres.

El productor discográfico o productor musical es el líder creativo y técnico de un proyecto de grabación. Controla el tiempo de estudio y entrena a los artistas, y en los géneros populares suele crear el sonido y la estructura de la canción. Los productores de discos, o simplemente productores, se comparan con las figuras de director de cine y director de arte. El productor ejecutivo, por otro lado, habilita el proyecto de grabación a través del emprendimiento, y un ingeniero de audio opera la tecnología.

## Primeros productores
En la primera mitad del siglo XX, el rol del productor discográfico era comparable al de un productor cinematográfico, debido a que el productor discográfico organizaba y supervisaba las sesiones de grabación, pagaba a los técnicos, músicos y arreglistas y algunas veces escogía material para el artista.
En los años cincuenta este papel fue interpretado por los directores A&R (artista y repertorio). Entre los más destacados estaba el músico y compositor Mitch Miller en Columbia Records. Hasta los años sesenta varios productores y directores A&R eran contratados por los grandes sellos discográficos, y varias grabaciones se hacían en estudios controlados y operados por los mismos, como los famosos estudios Abbey Road en Londres, controlados por EMI.
En la segunda mitad de los años 60 emergió una nueva categoría: la de los productores independientes. Entre los primeros productores independientes se encuentran Leiber & Stoller, Phil Spector, creador de la pared de sonido, y Joe Meek, pionero de estudio británico.
Este cambio fue facilitado por la introducción de la tecnología de grabación de cinta magnética de alta fidelidad, que alteró considerablemente los procesos y la economía de la grabación de música. La cinta magnética permitió el establecimiento de estudios de grabación independientes en grandes centros de grabación como Los Ángeles, Londres y Nueva York. A diferencia de los antiguos estudios, que eran parecidos a una «tienda cerrada», estos nuevos estudios podían ser usados por cualquier artista no asociado a las grandes casas discográficas.
Los estudios más grandes eran típicamente establecidos y operados por los más importantes ingenieros de grabación. Estos se construían cuidadosamente para crear condiciones óptimas de grabación, y estaban equipados con lo último en equipamiento de grabación y micrófonos de alta calidad, así como amplificadores electrónicos e instrumentos musicales.
Importantes estudios como los estudios Olympic, en Londres, o United Western Recorders, en Los Ángeles, se convirtieron rápidamente en los lugares de grabación más solicitados en el mundo. Estas «fábricas de éxito» producirían varias de las grabaciones de pop más exitosas del resto del siglo.

## Beatmaker y Productor Electrónico
Con el fácil acceso a la tecnología actualmente, es muy fácil para un productor lograr pistas de alta calidad sin el uso de ningún instrumento; esto es muy usual en el rap el cual se lo conoce como beatmaker.
En muchos casos la persona que realiza la producción también ejerce como arreglista, compositor o intérprete. El productor puede darle un enfoque nuevo a algún proyecto o dar nuevas ideas. También está a cargo de la parte creativa de la mezcla, asesorando a la persona encargada de la ingeniería de sonido de cual es el concepto musical deseado del proyecto. Algunos beatmakers o productores de rap en la actualidad serían Tainy, Sky Rompiendo, Metro Boomin, Mike WiLL Made-It, Bizarrap, Jfbm beats, Bad bunny entre otros.